# Cine Victoria (Madrid)
El desaparecido Cine Victoria (Madrid), en el proyecto original de 1935 llamado Cine Ronda, fue una sala de cine construida en 1940 por el arquitecto Luis Gutiérrez Soto en el entonces paseo de Ronda, hoy calle Francisco Silvela de Madrid.

## Historia

### Construcción e inauguración
Fue diseñado como cinematógrafo y sala de fiestas y construido entre los años 1935 y 1936 por el arquitecto Luis Gutiérrez Soto. Se situaba en la calle Francisco Silvela, 48 (antiguo paseo de Ronda) esquina con la calle José Picón de Madrid. Este arquitecto diseñó otros muchos cines de la capital. Posiblemente como consecuencia del inicio de la guerra civil, no llegó a inaugurarse hasta 1940. Adoptó en principio el nombre de Cine Ronda. La película del debut fue Viento en popa (Sailing alone), un musical estadounidense de 1938.

### Descripción
El edificio fue construido muy influenciado por las corrientes racionalistas, con estructura de hormigón armado y un diseño de líneas sencillas y funcionales basado en formas geométricas simples y materiales de orden industrial. Se levantó a cuatro alturas con dos plantas más de sótano. Sus fachadas fueron decoradas con paños lisos de cemento formando rectángulos. Sobre la marquesina de la simétrica fachada principal, unos largos vanos inundaban de luz natural los diferentes vestíbulos del local. En el centro de la fachada, el arquitecto dispuso dos puertas de acceso, dejando espacio para las taquillas y carteleras. En el sótano se instaló una gran sala de fiestas.
Cuando abrió el 10 de marzo de 1940, se le catalogó como el tercer cine de Madrid. Llamaba la atención la moderna instalación luminosa de la fachada, con luz de neón.

### Uso
Al poco de abrir cambió su denominación a Cine Victoria. Funcionó como cine de barrio ofreciendo programa doble en sesión continua con un aforo de 1.255 localidades. En sus inicios, abría desde las 16:30 hasta las 22:30 y la entrada costaba entre 1’50 y 2 pesetas. Cambiaba de programas los martes y jueves, siendo estos especialmente selectos: en marzo de 1941, publicó una nota en el diario ABC, en donde se informaba sobre la excepcional expectación conseguida por su programación.
Según el anuario del cine español 1955-56, su propietario era entonces Julián Reyzábal Delgado, empresario centrado en el negocio de cines, salas de fiestas y alquiler de oficinas. A lo largo de los años pasó por distintas gerencias.
En los años 80, la crisis del sector cinematográfico hizo que los innumerables cines que tenía la capital de España comenzaran a desaparecer o a ser reconvertidos en bingos, discotecas o supermercados, pero El Victoria aguantó abierto como sala única hasta 1995, cuando cerró por reformas. Sus dueños optaron por seguir con la actividad cinematográfica pero transformaron el cine en un local multisalas, un recurso al que recurrieron muchos cines de la época para subsistir. Rehabilitado el edificio, se inauguró en junio de 1997, sin modificar su denominación, como un complejo de bingo, restaurante y aparcamiento, con entradas independientes y cuatro salas de cine dotadas de tecnología moderna en cuestión de imagen y sonido.
Las salas cerraron definitivamente el 25 de enero de 2018. En 2025 es un supermercado.